# Ergebnisse der Kommunalwahlen in München
In den folgenden Listen werden die Ergebnisse der Kommunalwahlen in München aufgelistet. Im ersten Teil werden die Ergebnisse der Stadtratswahlen ab 1946 angegeben. Im zweiten Teil stehen die Ergebnisse der Stadtbezirkswahlen ab 1996. Die Ergebnisse der Oberbürgermeisterwahlen in München finden sich im Artikel Münchner Bürgermeister.
Es werden nur diejenigen Parteien und Wählergruppen aufgelistet, die bei wenigstens einer Wahl mindestens zwei Prozent der gültigen Stimmen erhalten haben. Bei mehrmaligem Überschreiten dieser Grenze werden auch Ergebnisse ab einem Prozent aufgeführt.
Das Feld der Partei, die bei der jeweiligen Wahl die meisten Stimmen bzw. Sitze erhalten hat, ist farblich gekennzeichnet.

## Parteien
- AfD: Alternative für Deutschland
- ASP: Automobile Steuerzahler-Partei
- B’90/Grüne: Bündnis 90/Die Grünen → Grüne
- B’90/Grüne/ÖDP: Bündnis 90/Die Grünen/Ökologisch-Demokratische Partei → Grüne
- BFB: Bund freier Bürger – Offensive für Deutschland
- BHE: Bund der Heimatvertriebenen und Entrechteten
- BP: Bayernpartei
  - 1960: einschließlich Wählergruppe der Fliegergeschädigten, Evakuierten und Rentner
- CSU: Christlich-Soziale Union in Bayern
- FDP: Freie Demokratische Partei
- Grüne: Grüne
  - ab 1996: B’90/Grüne
  - 2008 in den Stadtbezirken 10 Moosach und 11 Milbertshofen-Am Hart: Grüne/ÖDP
  - 2014 im Stadtbezirk 10 Moosach: Grüne/ÖDP
- Grüne/ÖDP: B’90/Grüne/Ökologisch-Demokratische Partei → Grüne
- KönP: Königspartei
- KPD: Kommunistische Partei Deutschlands
- Linke: Die Linke
  - 2002: PDS
- NPD: Nationaldemokratische Partei Deutschlands
- ÖDP: Ökologisch-Demokratische Partei → FW und DaGG
- PARTEI: Die PARTEI
- PDS: Partei des Demokratischen Sozialismus → Linke
- Piraten: Piratenpartei Deutschland
- REP: Die Republikaner
- SPD: Sozialdemokratische Partei Deutschlands
- Volt: Volt
- WAV: Wirtschaftliche Aufbau-Vereinigung
- WdF: Wählergemeinschaft der Fliegergeschädigten, Vertriebenen und Währungsgeschädigten

## Wählergruppen
- BIA: Bürgerinitiative Ausländerstopp
- DaGG: David gegen Goliath
  - 2008 und 2014 in den Stadtbezirken 9 Neuhausen-Nymphenburg, 13 Bogenhausen und 16 Ramersdorf-Perlach: DaGG/ÖDP
  - 2020 in den Stadtbezirken 9 Neuhausen-Nymphenburg und 13 Bogenhausen: DaGG/ÖDP
- DaGG/ÖDP: David gegen Goliath/Ökologisch-Demokratische Partei → DaGG
- EWG: Evangelische Wählergemeinschaft
- FW: Freie Wähler
  - 2014 in den Stadtbezirken 4 Schwabing-West, 11 Milbertshofen-Am Hart, 14 Berg am Laim und 21  Pasing-Obermenzing: FW/ÖDP
  - 2020 in den Stadtbezirken 1 Altstadt-Lehel, 3 Maxvorstadt, 4 Schwabing-West, 5 Au-Haidhausen, 6 Sendling, 7 Sendling-Westpark, 8 Schwanthalerhöhe, 10 Moosach, 11 Milbertshofen-Am Hart, 14 Berg am Laim, 15 Trudering-Riem, 16 Ramersdorf-Perlach, 18 Untergiesing-Harlaching, 19 Thalkirchen-Obersendling-Forstenried-Fürstenried-Solln, 20 Hadern, 21 Pasing-Obermenzing, 22 Aubing-Lochhausen-Langwied, 23 Allach-Untermenzing und 24 Feldmoching-Hasenbergl: FW/ÖDP
- FW/ÖDP: Freie Wähler/Ökologisch-Demokratische Partei → FW
- HUT: Wählergruppe HUT (humanistisch, unabhängig, tolerant)
- JL: Junge Liste
- MB: Münchner Block
- ML: München-Liste
- PK: Parteilose Katholiken
- PW: Parteifreie Wählerschaft
- RoLi: Rosa Liste München
- SD72: Soziale Demokraten 72
- SdE: Sozialgemeinschaft der Entrechteten
- SRB: Sozialer Rathausblock

## Abkürzungen
- Ezb.: Einzelbewerber
- Ges.: Gesamt
- k.A.: keine Angabe
- Wbt.: Wahlbeteiligung

## Stadtratswahlen
Der Münchner Stadtrat wird alle sechs Jahre (bis 1960 alle vier Jahre) gewählt. Die Wahlen finden an einem bayernweit einheitlichen, durch das bayerische Innenministerium festgelegten Kommunalwahltermin üblicherweise Anfang März statt. Die Legislaturperiode des jeweiligen Stadtrates beginnt am 1. Mai des Wahljahres und endet sechs Jahre später am 30. April. Eine vorzeitige Auflösung des Stadtrates ist nicht möglich.
Eine Abweichung vom Turnus bildete die Stadtratswahl 1994, die gemeinsam mit der Europawahl 1994 stattfand. Es handelte sich um eine außerordentliche Neuwahl, nachdem die Wahl von 1990 durch den bayerischen Verwaltungsgerichtshof für ungültig erklärt worden war. Grund war der Ausschluss der Jungen Liste von den Stadtratswahlen 1990, die der Wahlausschuss als CSU-Tarnliste eingestuft hatte. Die Amtszeit der 1994 gewählten Stadträte endete zum regulären Ende der Wahlperiode 1990–1996 am 30. April 1996.
Stimmenanteile der Parteien in Prozent
| Jahr   | Wbt.  | CSU  | SPD  | Grüne | ÖDP  | AfD  | FDP   | Linke | BP   | REP | BHE | MB  | KPD  | WAV |
| ------ | ----- | ---- | ---- | ----- | ---- | ---- | ----- | ----- | ---- | --- | --- | --- | ---- | --- |
| 1946   | 85,0  | 44,9 | 38,4 | –     | –    | –    | 1,9   | –     | –    | –   | –   | –   | 6,4  | 4,2 |
| 119481 | 79,5  | 18,7 | 27,5 | –     | –    | –    | 4,7   | –     | 24,0 | –   | –   | –   | 11,1 | 6,2 |
| 219522 | 62,6  | 20,7 | 38,7 | –     | –    | –    | 5,2   | –     | 11,8 | –   | 4,2 | 4,5 | 6,0  | –   |
| 1956   | 60,5  | 25,2 | 43,0 | –     | –    | –    | 3,7   | –     | 7,5  | –   | 3,8 | 7,0 | 4,2  | –   |
| 319603 | 66,6  | 23,9 | 53,4 | –     | –    | –    | 3,0   | –     | 5,8  | –   | 3,9 | 4,2 | –    | –   |
| 419664 | 63,9  | 26,1 | 58,4 | –     | –    | –    | 3,8   | –     | 2,5  | –   | 1,4 | 3,0 | –    | –   |
| 1972   | 65,2  | 35,7 | 52,5 | –     | –    | –    | 4,7   | –     | 0,7  | –   | –   | 1,9 | –    | –   |
| 1978   | 66,2  | 50,1 | 37,6 | –     | –    | –    | 6,8   | –     | 0,3  | –   | –   | –   | –    | –   |
| 1984   | 65,0  | 42,4 | 41,9 | 7,9   | –    | –    | 5,3   | –     | k.A. | –   | –   | –   | –    | –   |
| 1990   | 65,4  | 30,1 | 42,0 | 9,5   | 0,7  | –    | 5,3   | –     | 0,5  | 7,3 | –   | –   | –    | –   |
| 519945 | 59,2  | 35,5 | 34,4 | 10,1  | 1,2  | –    | 4,2   | –     | 1,0  | 5,1 | –   | –   | –    | –   |
| 619966 | 52,84 | 37,9 | 37,4 | 9,6   | 1,2  | –    | 03,32 | –     | –    | 2,1 | –   | –   | –    | –   |
| 720027 | 51,0  | 36,0 | 41,9 | 9,6   | 1,2  | –    | 3,6   | 1,4   | –    | 1,2 | –   | –   | –    | –   |
| 2008   | 47,6  | 27,7 | 39,8 | 13,0  | 1,7  | –    | 6,8   | 3,7   | 1,5  | –   | –   | –   | –    | –   |
| 820148 | 42,0  | 32,5 | 30,8 | 16,6  | 2,54 | 2,49 | 3,4   | 2,4   | 0,9  | –   | –   | –   | –    | –   |
| 920209 | 49,0  | 24,7 | 22,0 | 29,1  | 4,0  | 3,9  | 3,5   | 3,3   | 0,7  | –   | –   | –   | –    | –   |

Sitzverteilung der Parteien, die mindestens bei einer Wahl mehr als zwei Sitze erhalten haben
| Jahr | Ges. | CSU | SPD | Grüne | ÖDP | AfD | FDP | Linke | BP | REP | MB | KPD | WAV |
| ---- | ---- | --- | --- | ----- | --- | --- | --- | ----- | -- | --- | -- | --- | --- |
| 1946 | 41   | 20  | 17  | –     | –   | –   | –   | –     | –  | –   | –  | 2   | 1   |
| 1948 | 50   | 10  | 15  | –     | –   | –   | 2   | –     | 13 | –   | –  | 6   | 3   |
| 1952 | 60   | 13  | 25  | –     | –   | –   | 3   | –     | 7  | –   | 3  | 4   | –   |
| 1956 | 60   | 16  | 28  | –     | –   | –   | 2   | –     | 4  | –   | 4  | 2   | –   |
| 1960 | 60   | 16  | 34  | –     | –   | –   | 1   | –     | 3  | –   | 2  | –   | –   |
| 1966 | 60   | 16  | 36  | –     | –   | –   | 3   | –     | 1  | –   | 2  | –   | –   |
| 1972 | 80   | 29  | 44  | –     | –   | –   | 5   | –     | –  | –   | 1  | –   | –   |
| 1978 | 80   | 42  | 31  | –     | –   | –   | 6   | –     | –  | –   | –  | –   | –   |
| 1984 | 80   | 35  | 35  | 6     | –   | –   | 4   | –     | –  | –   | –  | –   | –   |
| 1990 | 80   | 25  | 36  | 8     | –   | –   | 4   | –     | –  | 6   | –  | –   | –   |
| 1994 | 80   | 30  | 29  | 9     | 1   | –   | 3   | –     | –  | 4   | –  | –   | –   |
| 1996 | 80   | 32  | 31  | 8     | 1   | –   | 2   | –     | –  | 1   | –  | –   | –   |
| 2002 | 80   | 30  | 35  | 8     | 1   | –   | 3   | 1     | –  | 1   | –  | –   | –   |
| 2008 | 80   | 23  | 33  | 11    | 1   | –   | 5   | 3     | 1  | –   | –  | –   | –   |
| 2014 | 80   | 26  | 25  | 13    | 2   | 2   | 3   | 2     | 1  | –   | –  | –   | –   |
| 2020 | 80   | 20  | 18  | 23    | 3   | 3   | 3   | 3     | 1  | –   | –  | –   | –   |

Sitzverteilung der Parteien, die nie mehr als zwei Sitze erhalten haben (bis 1978)
| Jahr | PK | BHE | PW | SdE | KönP | WdF | EWG | NPD | SD72 | SRB | Ezb. |
| ---- | -- | --- | -- | --- | ---- | --- | --- | --- | ---- | --- | ---- |
| 1946 | –  | –   | –  | –   | –    | –   | –   | –   | –    | –   | 1    |
| 1948 | 1  | –   | –  | –   | –    | –   | –   | –   | –    | –   | –    |
| 1952 | –  | 2   | 1  | 1   | 1    | –   | –   | –   | –    | –   | –    |
| 1956 | –  | 2   | 1  | –   | –    | 1   | –   | –   | –    | –   | –    |
| 1960 | –  | 2   | 1  | –   | –    | –   | 1   | –   | –    | –   | –    |
| 1966 | –  | 1   | –  | –   | –    | –   | –   | 1   | –    | –   | –    |
| 1972 | –  | –   | –  | –   | –    | –   | –   | –   | 1    | –   | –    |
| 1978 | –  | –   | –  | –   | –    | –   | –   | –   | –    | 1   | –    |

Bei der Kommunalwahl 1984 gab es keine Partei, die hier gelistet werden muss.
Sitzverteilung der Parteien, die nie mehr als zwei Sitze erhalten haben (ab 1990)
| Jahr | DaGG | JL | ASP | BFB | RoLi | FW | BIA | Piraten | HUT | Volt | PARTEI | ML |
| ---- | ---- | -- | --- | --- | ---- | -- | --- | ------- | --- | ---- | ------ | -- |
| 1990 | 1    | –  | –   | –   | –    | –  | –   | –       | –   | –    | –      | –  |
| 1994 | 1    | 2  | 1   | –   | –    | –  | –   | –       | –   | –    | –      | –  |
| 1996 | 1    | –  | 1   | 2   | 1    | –  | –   | –       | –   | –    | –      | –  |
| 2002 | –    | –  | –   | –   | 1    | –  | –   | –       | –   | –    | –      | –  |
| 2008 | –    | –  | –   | –   | 1    | 1  | 1   | –       | –   | –    | –      | –  |
| 2014 | –    | –  | –   | –   | 1    | 2  | 1   | 1       | 1   | –    | –      | –  |
| 2020 | –    | –  | –   | –   | 1    | 2  | –   | –       | –   | 1    | 1      | 1  |

Fußnoten
1 1948: zusätzlich: PK: 2,8 %

2 1952: zusätzlich: KönP: 2,0 %

3 1960: zusätzlich: EWG: 2,2 %

4 1966: zusätzlich: NPD: 2,1 %

5 1994: zusätzlich: JL: 2,3 %, DaGG: 2,2 %

6 1996: zusätzlich: BFB: 3,31 %

7 2002: zusätzlich: RoLi: 2,0 %

8 2014: zusätzlich: FW: 2,7 %

9 2020: zusätzlich: FW: 2,5 %

## Bezirksausschusswahlen
Bezirksausschüsse bestehen in München seit 1996. Die Wahlen finden alle sechs Jahre zeitgleich mit den Stadtratswahlen statt,  üblicherweise Anfang März.

### Stadtbezirk 1 Altstadt-Lehel
Stimmenanteile der Parteien in Prozent
| Jahr | Wbt. | CSU  | Grüne | SPD  | FDP  | FW/ÖDP | DaGG |
| ---- | ---- | ---- | ----- | ---- | ---- | ------ | ---- |
| 1996 | 52,3 | 36,8 | 18,3  | 32,4 | 6,2  | –      | 4,3  |
| 2002 | 48,4 | 34,6 | 20,5  | 37,9 | 7,0  | –      | –    |
| 2008 | 48,4 | 27,9 | 24,3  | 33,8 | 14,0 | –      | –    |
| 2014 | 43,7 | 33,8 | 28,2  | 28,1 | 9,8  | –      | –    |
| 2020 | 52,3 | 27,1 | 40,4  | 18,8 | 7,9  | 5,2    | –    |

Sitzverteilung
| Jahr | Gesamt | CSU | Grüne | SPD | FDP | FW/ÖDP |
| ---- | ------ | --- | ----- | --- | --- | ------ |
| 2002 | 15     | 5   | 3     | 6   | 1   | –      |
| 2008 | 15     | 4   | 4     | 5   | 2   | –      |
| 2014 | 15     | 5   | 4     | 4   | 2   | –      |
| 2020 | 15     | 4   | 6     | 3   | 1   | 1      |

### Stadtbezirk 2 Ludwigsvorstadt-Isarvorstadt
Stimmenanteile der Parteien in Prozent
| Jahr | Wbt. | Grüne | CSU  | SPD  | RoLi | FDP | Linke | DaGG |
| ---- | ---- | ----- | ---- | ---- | ---- | --- | ----- | ---- |
| 1996 | 49,9 | 19,8  | 29,2 | 34,9 | 7,5  | 3,1 | –     | 4,4  |
| 2002 | 47,2 | 23,5  | 25,8 | 36,3 | 11,0 | 3,4 | –     | –    |
| 2008 | 45,9 | 29,4  | 19,5 | 31,0 | 12,9 | 7,2 | –     | –    |
| 2014 | 41,0 | 35,2  | 23,4 | 22,4 | 14,0 | 4,9 | –     | –    |
| 2020 | 52,8 | 45,5  | 17,7 | 17,1 | 7,6  | 6,0 | 6,2   | –    |

Sitzverteilung
| Jahr | Gesamt | Grüne | CSU | SPD | RoLi | FDP | Linke |
| ---- | ------ | ----- | --- | --- | ---- | --- | ----- |
| 2002 | 25     | 6     | 7   | 9   | 3    | –   | –     |
| 2008 | 23     | 7     | 5   | 7   | 3    | 1   | –     |
| 2014 | 25     | 9     | 6   | 6   | 3    | 1   | –     |
| 2020 | 25     | 11    | 4   | 4   | 2    | 2   | 2     |

### Stadtbezirk 3 Maxvorstadt
Stimmenanteile der Parteien in Prozent
| Jahr | Wbt. | Grüne | SPD  | CSU  | FDP  | FW/ÖDP | AfD | DaGG |
| ---- | ---- | ----- | ---- | ---- | ---- | ------ | --- | ---- |
| 1996 | 49,9 | 19,5  | 38,8 | 32,5 | 4,0  | –      | –   | 4,7  |
| 2002 | 46,7 | 21,8  | 42,5 | 30,1 | 5,6  | –      | –   | –    |
| 2008 | 43,7 | 26,9  | 38,4 | 24,3 | 10,4 | –      | –   | –    |
| 2014 | 40,2 | 33,7  | 31,7 | 27,6 | 7,0  | –      | –   | –    |
| 2020 | 51,7 | 48,2  | 19,3 | 20,2 | 5,2  | 4,7    | 2,4 | –    |

Sitzverteilung
| Jahr | Gesamt | Grüne | SPD | CSU | FDP | FW/ÖDP | AfD |
| ---- | ------ | ----- | --- | --- | --- | ------ | --- |
| 2002 | 25     | 5     | 11  | 8   | 1   | –      | –   |
| 2008 | 25     | 7     | 9   | 6   | 3   | –      | –   |
| 2014 | 25     | 8     | 8   | 7   | 2   | –      | –   |
| 2020 | 25     | 12    | 5   | 5   | 1   | 1      | 1   |

### Stadtbezirk 4 Schwabing-West
Stimmenanteile der Parteien in Prozent
| Jahr | Wbt. | SPD  | CSU  | Grüne | FDP  | FW/ÖDP | Linke |
| ---- | ---- | ---- | ---- | ----- | ---- | ------ | ----- |
| 1996 | 52,6 | 42,1 | 35,6 | 17,1  | 5,2  | –      | –     |
| 2002 | 50,5 | 47,7 | 29,8 | 16,9  | 5,6  | –      | –     |
| 2008 | 47,8 | 43,6 | 23,8 | 22,5  | 10,1 | –      | –     |
| 2014 | 44,6 | 37,5 | 26,8 | 25,3  | 6,2  | 4,2    | –     |
| 2020 | 53,7 | 21,2 | 20,6 | 40,9  | 5,4  | 5,2    | 5,4   |

Sitzverteilung
| Jahr | Gesamt | SPD | CSU | Grüne | FDP | FW/ÖDP | Linke |
| ---- | ------ | --- | --- | ----- | --- | ------ | ----- |
| 2002 | 29     | 14  | 9   | 5     | 1   | –      | –     |
| 2008 | 29     | 13  | 7   | 6     | 3   | –      | –     |
| 2014 | 29     | 11  | 8   | 7     | 2   | 1      | –     |
| 2020 | 29     | 6   | 6   | 12    | 2   | 1      | 2     |

### Stadtbezirk 5 Au-Haidhausen
Stimmenanteile der Parteien in Prozent
| Jahr | Wbt. | Grüne | SPD  | CSU  | FDP | Linke | FW/ÖDP | RoLi | DaGG |
| ---- | ---- | ----- | ---- | ---- | --- | ----- | ------ | ---- | ---- |
| 1996 | 51,0 | 18,4  | 38,0 | 32,0 | 3,5 | –     | –      | 4,1  | 4,0  |
| 2002 | 48,5 | 24,4  | 42,7 | 27,3 | 5,6 | –     | –      | –    | –    |
| 2008 | 47,9 | 30,9  | 39,5 | 20,8 | 8,8 | –     | –      | –    | –    |
| 2014 | 44,4 | 36,4  | 34,7 | 23,8 | 5,1 | –     | –      | –    | –    |
| 2020 | 54,6 | 47,7  | 19,2 | 17,2 | 4,6 | 5,8   | 5,5    | –    | –    |

Sitzverteilung
| Jahr | Gesamt | Grüne | SPD | CSU | FDP | Linke | FW/ÖDP |
| ---- | ------ | ----- | --- | --- | --- | ----- | ------ |
| 2002 | 27     | 7     | 12  | 7   | 1   | –     | –      |
| 2008 | 27     | 8     | 11  | 6   | 2   | –     | –      |
| 2014 | 27     | 10    | 9   | 7   | 1   | –     | –      |
| 2020 | 27     | 13    | 5   | 5   | 1   | 2     | 1      |

### Stadtbezirk 6 Sendling
Stimmenanteile der Parteien in Prozent
| Jahr | Wbt. | SPD  | Grüne | CSU  | FDP | FW/ÖDP |
| ---- | ---- | ---- | ----- | ---- | --- | ------ |
| 1996 | 52,1 | 43,3 | 19,1  | 33,6 | 4,0 | –      |
| 2002 | 49,5 | 46,8 | 18,6  | 30,4 | 4,2 | –      |
| 2008 | 48,6 | 42,7 | 23,0  | 26,6 | 7,7 | –      |
| 2014 | 42,9 | 40,8 | 28,9  | 26,7 | 3,7 | –      |
| 2020 | 52,9 | 26,5 | 44,9  | 17,7 | 4,2 | 6,7    |

Sitzverteilung
| Jahr | Gesamt | SPD | Grüne | CSU | FDP | FW/ÖDP |
| ---- | ------ | --- | ----- | --- | --- | ------ |
| 2002 | 19     | 10  | 3     | 6   | –   | –      |
| 2008 | 21     | 9   | 5     | 6   | 1   | –      |
| 2014 | 21     | 8   | 6     | 6   | 1   | –      |
| 2020 | 21     | 6   | 9     | 4   | 1   | 1      |

### Stadtbezirk 7 Sendling-Westpark
Stimmenanteile der Parteien in Prozent
| Jahr | Wbt. | CSU  | SPD  | Grüne | FDP | FW/ÖDP | Linke | DaGG |
| ---- | ---- | ---- | ---- | ----- | --- | ------ | ----- | ---- |
| 1996 | 52,3 | 44,8 | 37,0 | 13,1  | 3,7 | –      | –     | 4,2  |
| 2002 | 51,5 | 41,3 | 42,3 | 11,7  | 4,7 | –      | –     | –    |
| 2008 | 47,8 | 34,9 | 39,5 | 17,8  | 7,8 | –      | –     | –    |
| 2014 | 41,5 | 38,0 | 35,4 | 22,7  | 3,9 | –      | –     | –    |
| 2020 | 48,4 | 26,4 | 23,1 | 35,5  | 4,5 | 6,1    | 4,4   | –    |

Sitzverteilung
| Jahr | Gesamt | CSU | SPD | Grüne | FDP | FW/ÖDP | Linke |
| ---- | ------ | --- | --- | ----- | --- | ------ | ----- |
| 2002 | 25     | 10  | 11  | 3     | 1   | –      | –     |
| 2008 | 25     | 9   | 10  | 4     | 2   | –      | –     |
| 2014 | 25     | 9   | 9   | 6     | 1   | –      | –     |
| 2020 | 27     | 7   | 6   | 10    | 1   | 2      | 1     |

### Stadtbezirk 8 Schwanthalerhöhe
Stimmenanteile der Parteien in Prozent
| Jahr | Wbt. | SPD  | Grüne | CSU  | FDP | Linke | FW/ÖDP |
| ---- | ---- | ---- | ----- | ---- | --- | ----- | ------ |
| 1996 | 49,2 | 44,4 | 22,1  | 30,3 | 3,2 | –     | –      |
| 2002 | 43,5 | 47,2 | 22,5  | 26,4 | 3,9 | –     | –      |
| 2008 | 43,9 | 44,5 | 29,8  | 19,4 | 6,3 | –     | –      |
| 2014 | 38,1 | 39,8 | 35,9  | 19,9 | 4,4 | –     | –      |
| 2020 | 48,1 | 19,5 | 45,9  | 14,7 | 4,1 | 10,7  | 5,0    |

Sitzverteilung
| Jahr | Gesamt | SPD | Grüne | CSU | FDP | Linke | FW/ÖDP |
| ---- | ------ | --- | ----- | --- | --- | ----- | ------ |
| 2002 | 15     | 8   | 3     | 4   | –   | –     | –      |
| 2008 | 17     | 8   | 5     | 3   | 1   | –     | –      |
| 2014 | 17     | 7   | 6     | 3   | 1   | –     | –      |
| 2020 | 17     | 3   | 8     | 2   | 1   | 2     | 1      |

### Stadtbezirk 9 Neuhausen-Nymphenburg
Stimmenanteile der Parteien in Prozent
| Jahr | Wbt. | SPD  | CSU  | Grüne | FDP   | DaGG  | FW  | Linke | AfD | REP |
| ---- | ---- | ---- | ---- | ----- | ----- | ----- | --- | ----- | --- | --- |
| 1996 | 53,9 | 38,6 | 37,0 | 13,5  | 3,8   | 4,2   | –   | –     | –   | 2,9 |
| 2002 | 52,4 | 47,1 | 30,3 | 15,3  | 3,6   | 3,7   | –   | –     | –   | –   |
| 2008 | 49,5 | 41,4 | 26,6 | 20,1  | 7,6   | 4,3   | –   | –     | –   | –   |
| 2014 | 45,0 | 33,8 | 30,5 | 24,0  | 04,29 | 04,26 | 3,1 | –     | –   | –   |
| 2020 | 52,8 | 21,0 | 22,7 | 39,2  | 3,9   | 4,3   | 2,1 | 4,1   | 2,8 | –   |

Sitzverteilung
| Jahr | Gesamt | SPD | CSU | Grüne | FDP | DaGG | FW | Linke | AfD |
| ---- | ------ | --- | --- | ----- | --- | ---- | -- | ----- | --- |
| 2002 | 39     | 19  | 12  | 6     | 1   | 1    | –  | –     | –   |
| 2008 | 39     | 16  | 10  | 9     | 3   | 1    | –  | –     | –   |
| 2014 | 41     | 14  | 12  | 10    | 2   | 2    | 1  | –     | –   |
| 2020 | 41     | 8   | 9   | 16    | 2   | 2    | 1  | 2     | 1   |

### Stadtbezirk 10 Moosach
Stimmenanteile der Parteien in Prozent
| Jahr | Wbt. | SPD  | CSU  | Grüne | FDP | FW/ÖDP | AfD | DaGG | ASP |
| ---- | ---- | ---- | ---- | ----- | --- | ------ | --- | ---- | --- |
| 1996 | 52,4 | 43,9 | 44,3 | 7,3   | –   | –      | –   | 2,3  | 2,2 |
| 2002 | 50,8 | 48,1 | 40,9 | 7,9   | 3,1 | –      | –   | –    | –   |
| 2008 | 46,6 | 50,7 | 32,7 | 11,1  | 5,5 | –      | –   | –    | –   |
| 2014 | 40,0 | 42,6 | 38,0 | 15,9  | 3,5 | –      | –   | –    | –   |
| 2020 | 44,5 | 29,2 | 28,0 | 26,6  | 3,7 | 8,4    | 4,1 | –    | –   |

Sitzverteilung
| Jahr | Gesamt | SPD | CSU | Grüne | FDP | FW/ÖDP | AfD |
| ---- | ------ | --- | --- | ----- | --- | ------ | --- |
| 2002 | 23     | 12  | 10  | 1     | –   | –      | –   |
| 2008 | 25     | 13  | 9   | 2     | 1   | –      | –   |
| 2014 | 25     | 11  | 9   | 4     | 1   | –      | –   |
| 2020 | 25     | 7   | 7   | 7     | 1   | 2      | 1   |

### Stadtbezirk 11 Milbertshofen-Am Hart
Stimmenanteile der Parteien in Prozent
| Jahr | Wbt. | SPD  | CSU  | Grüne | FW/ÖDP | FDP | AfD |
| ---- | ---- | ---- | ---- | ----- | ------ | --- | --- |
| 1996 | 48,6 | 43,3 | 42,2 | 10,3  | –      | 2,9 | –   |
| 2002 | 44,3 | 48,4 | 38,8 | 8,7   | –      | 4,1 | –   |
| 2008 | 39,2 | 48,2 | 30,1 | 14,5  | –      | 7,2 | –   |
| 2014 | 31,7 | 40,3 | 33,3 | 14,6  | 8,6    | 3,2 | –   |
| 2020 | 36,4 | 28,2 | 24,2 | 28,1  | 8,2    | 4,4 | 6,4 |

Sitzverteilung
| Jahr | Gesamt | SPD | CSU | Grüne | FW/ÖDP | FDP | AfD |
| ---- | ------ | --- | --- | ----- | ------ | --- | --- |
| 2002 | 31     | 16  | 12  | 2     | –      | 1   | –   |
| 2008 | 31     | 15  | 10  | 4     | –      | 2   | –   |
| 2014 | 33     | 13  | 11  | 5     | 3      | 1   | –   |
| 2020 | 33     | 10  | 8   | 9     | 3      | 1   | 2   |

### Stadtbezirk 12 Schwabing-Freimann
Stimmenanteile der Parteien in Prozent
| Jahr | Wbt. | SPD  | CSU  | Grüne | FW  | FDP  | AfD |
| ---- | ---- | ---- | ---- | ----- | --- | ---- | --- |
| 1996 | 51,3 | 40,8 | 38,6 | 13,9  | –   | 5,5  | –   |
| 2002 | 48,4 | 42,0 | 37,7 | 14,1  | –   | 6,2  | –   |
| 2008 | 44,9 | 41,3 | 30,4 | 17,7  | –   | 10,6 | –   |
| 2014 | 40,5 | 34,8 | 33,3 | 20,0  | 6,0 | 5,9  | –   |
| 2020 | 49,0 | 22,9 | 24,9 | 37,6  | 4,2 | 6,1  | 4,3 |

Sitzverteilung
| Jahr | Gesamt | SPD | CSU | Grüne | FW | FDP | AfD |
| ---- | ------ | --- | --- | ----- | -- | --- | --- |
| 2002 | 31     | 13  | 12  | 4     | –  | 2   | –   |
| 2008 | 31     | 13  | 10  | 5     | –  | 3   | –   |
| 2014 | 31     | 11  | 10  | 6     | 2  | 2   | –   |
| 2020 | 33     | 8   | 8   | 13    | 1  | 2   | 1   |

### Stadtbezirk 13 Bogenhausen
Stimmenanteile der Parteien in Prozent
| Jahr | Wbt. | CSU  | SPD  | Grüne | FDP  | DaGG | FW  | Linke |
| ---- | ---- | ---- | ---- | ----- | ---- | ---- | --- | ----- |
| 1996 | 55,7 | 44,8 | 34,4 | 10,3  | 6,6  | 2,7  | –   | –     |
| 2002 | 53,5 | 41,2 | 40,4 | 9,0   | 6,8  | 2,6  | –   | –     |
| 2008 | 50,5 | 35,3 | 37,3 | 13,0  | 11,2 | 3,2  | –   | –     |
| 2014 | 45,4 | 43,1 | 28,9 | 17,2  | 6,2  | 4,7  | –   | –     |
| 2020 | 51,5 | 35,6 | 17,7 | 30,3  | 6,1  | 4,5  | 4,2 | 1,6   |

Sitzverteilung
| Jahr | Gesamt | CSU | SPD | Grüne | FDP | DaGG | FW | Linke |
| ---- | ------ | --- | --- | ----- | --- | ---- | -- | ----- |
| 2002 | 35     | 15  | 14  | 3     | 2   | 1    | –  | –     |
| 2008 | 35     | 13  | 13  | 4     | 4   | 1    | –  | –     |
| 2014 | 35     | 15  | 10  | 6     | 2   | 2    | –  | –     |
| 2020 | 35     | 12  | 6   | 11    | 2   | 2    | 1  | 1     |

### Stadtbezirk 14 Berg am Laim
Stimmenanteile der Parteien in Prozent
| Jahr | Wbt. | CSU  | SPD  | Grüne | FW/ÖDP | FDP | Linke |
| ---- | ---- | ---- | ---- | ----- | ------ | --- | ----- |
| 1996 | 50,4 | 42,6 | 41,5 | –     | –      | 3,2 | –     |
| 2002 | 49,5 | 42,9 | 55,1 | –     | –      | 2,0 | –     |
| 2008 | 43,9 | 32,3 | 44,9 | 14,3  | –      | 8,5 | –     |
| 2014 | 37,4 | 37,8 | 35,6 | 16,5  | 7,0    | 3,1 | –     |
| 2020 | 44,2 | 29,7 | 23,4 | 29,4  | 8,7    | 4,2 | 4,6   |

Sitzverteilung
| Jahr | Gesamt | CSU | SPD | Grüne | FW/ÖDP | FDP | Linke |
| ---- | ------ | --- | --- | ----- | ------ | --- | ----- |
| 2002 | 21     | 9   | 12  | –     | –      | –   | –     |
| 2008 | 21     | 7   | 10  | 3     | –      | 1   | –     |
| 2014 | 21     | 8   | 8   | 3     | 1      | 1   | –     |
| 2020 | 21     | 6   | 5   | 6     | 2      | 1   | 1     |

### Stadtbezirk 15 Trudering-Riem
Stimmenanteile der Parteien in Prozent
| Jahr | Wbt. | CSU  | SPD  | Grüne | FW  | FDP   | Linke | DaGG |
| ---- | ---- | ---- | ---- | ----- | --- | ----- | ----- | ---- |
| 1996 | 56,8 | 53,9 | 27,8 | 5,9   | –   | 4,8   | –     | 3,6  |
| 2002 | 56,1 | 53,2 | 32,2 | 5,6   | –   | 05,04 | –     | –    |
| 2008 | 51,8 | 45,1 | 33,0 | 14,4  | –   | 7,5   | –     | –    |
| 2014 | 44,7 | 44,7 | 27,6 | 16,7  | 7,1 | 3,9   | –     | –    |
| 2020 | 51,5 | 36,5 | 18,1 | 30,8  | 7,9 | 4,3   | 2,4   | –    |

Sitzverteilung
| Jahr | Gesamt | CSU | SPD | Grüne | FW | FDP | Linke |
| ---- | ------ | --- | --- | ----- | -- | --- | ----- |
| 2002 | 23     | 13  | 7   | 2     | –  | 1   | –     |
| 2008 | 27     | 12  | 9   | 4     | –  | 2   | –     |
| 2014 | 29     | 13  | 8   | 5     | 2  | 1   | –     |
| 2020 | 31     | 11  | 6   | 10    | 2  | 1   | 1     |

### Stadtbezirk 16 Ramersdorf-Perlach
Stimmenanteile der Parteien in Prozent
| Jahr | Wbt. | CSU  | SPD  | Grüne | DaGG | FDP | FW/ÖDP | Linke | AfD | REP |
| ---- | ---- | ---- | ---- | ----- | ---- | --- | ------ | ----- | --- | --- |
| 1996 | 52,2 | 38,0 | 40,8 | 3,1   | 9,8  | 2,9 | –      | –     | –   | 3,9 |
| 2002 | 50,5 | 42,3 | 43,8 | 3,1   | 8,1  | 2,7 | –      | –     | –   | –   |
| 2008 | 45,9 | 34,4 | 43,6 | 6,4   | 11,3 | 4,3 | –      | –     | –   | –   |
| 2014 | 38,7 | 40,6 | 37,8 | 14,2  | 3,5  | 2,1 | 1,8    | –     | –   | –   |
| 2020 | 42,5 | 31,7 | 26,1 | 28,8  | –    | 2,9 | 7,1    | 2,1   | 1,3 | –   |

Sitzverteilung
| Jahr | Gesamt | CSU | SPD | Grüne | DaGG | FDP | FW | Linke | AfD |
| ---- | ------ | --- | --- | ----- | ---- | --- | -- | ----- | --- |
| 2002 | 45     | 19  | 20  | 4     | 1    | 1   | –  | –     | –   |
| 2008 | 45     | 16  | 20  | 5     | 2    | 2   | –  | –     | –   |
| 2014 | 45     | 18  | 17  | 6     | 2    | 1   | 1  | –     | –   |
| 2020 | 45     | 14  | 12  | 13    | –    | 1   | 3  | 1     | 1   |

### Stadtbezirk 17 Obergiesing-Fasangarten
Der Stadtbezirk hieß vor der Wahl 2014 Obergiesing
Stimmenanteile der Parteien in Prozent
| Jahr | Wbt. | SPD  | CSU  | Grüne | FW  | FDP | AfD | REP |
| ---- | ---- | ---- | ---- | ----- | --- | --- | --- | --- |
| 1996 | 50,5 | 45,4 | 33,7 | 12,1  | –   | 2,0 | –   | 4,8 |
| 2002 | 47,7 | 48,7 | 38,2 | 13,1  | –   | –   | –   | –   |
| 2008 | 43,1 | 45,3 | 27,2 | 19,2  | –   | 8,3 | –   | –   |
| 2014 | 37,9 | 37,5 | 28,5 | 23,8  | 6,7 | 3,6 | –   | –   |
| 2020 | 46,5 | 24,3 | 20,4 | 45,0  | 4,8 | 3,5 | 2,0 | –   |

Sitzverteilung
| Jahr | Gesamt | SPD | CSU | Grüne | FW | FDP | AfD |
| ---- | ------ | --- | --- | ----- | -- | --- | --- |
| 2002 | 23     | 11  | 9   | 3     | –  | –   | –   |
| 2008 | 25     | 11  | 7   | 5     | –  | 2   | –   |
| 2014 | 25     | 9   | 7   | 6     | 2  | 1   | –   |
| 2020 | 25     | 6   | 5   | 11    | 1  | 1   | 1   |

### Stadtbezirk 18 Untergiesing-Harlaching
Stimmenanteile der Parteien in Prozent
| Jahr | Wbt. | CSU  | SPD  | Grüne | FW  | FDP   | AfD | REP | ASP |
| ---- | ---- | ---- | ---- | ----- | --- | ----- | --- | --- | --- |
| 1996 | 53,0 | 40,5 | 35,7 | 14,0  | –   | 4,6   | –   | 3,1 | 2,1 |
| 2002 | 51,6 | 40,0 | 40,7 | 14,3  | –   | 04,96 | –   | –   | –   |
| 2008 | 49,2 | 32,9 | 38,3 | 20,0  | –   | 8,8   | –   | –   | –   |
| 2014 | 44,3 | 35,1 | 30,9 | 23,8  | 5,9 | 4,3   | –   | –   | –   |
| 2020 | 52,7 | 24,9 | 20,1 | 42,1  | 6,7 | 4,0   | 2,3 | –   | –   |

Sitzverteilung
| Jahr | Gesamt | CSU | SPD | Grüne | FW | FDP | AfD |
| ---- | ------ | --- | --- | ----- | -- | --- | --- |
| 2002 | 25     | 10  | 11  | 3     | –  | 1   | –   |
| 2008 | 25     | 8   | 10  | 5     | –  | 2   | –   |
| 2014 | 25     | 9   | 8   | 6     | 1  | 1   | –   |
| 2020 | 25     | 6   | 5   | 10    | 2  | 1   | 1   |

### Stadtbezirk 19 Thalkirchen-Obersendling-Forstenried-Fürstenried-Solln
Stimmenanteile der Parteien in Prozent
| Jahr | Wbt. | CSU  | SPD  | Grüne | FDP  | FW/ÖDP | AfD | REP |
| ---- | ---- | ---- | ---- | ----- | ---- | ------ | --- | --- |
| 1996 | 56,5 | 44,0 | 36,6 | 10,3  | 5,3  | –      | –   | 2,8 |
| 2002 | 55,1 | 43,5 | 41,1 | 9,5   | 5,9  | –      | –   | –   |
| 2008 | 51,1 | 36,4 | 37,9 | 15,3  | 10,4 | –      | –   | –   |
| 2014 | 44,1 | 41,3 | 34,3 | 18,8  | 5,5  | –      | –   | –   |
| 2020 | 50,2 | 30,6 | 21,2 | 32,0  | 4,6  | 6,6    | 5,0 | –   |

Sitzverteilung
| Jahr | Gesamt | CSU | SPD | Grüne | FDP | FW/ÖDP | AfD |
| ---- | ------ | --- | --- | ----- | --- | ------ | --- |
| 2002 | 35     | 15  | 15  | 3     | 2   | –      | –   |
| 2008 | 37     | 14  | 14  | 5     | 4   | –      | –   |
| 2014 | 37     | 15  | 13  | 7     | 2   | –      | –   |
| 2020 | 37     | 11  | 8   | 12    | 2   | 2      | 2   |

### Stadtbezirk 20 Hadern
Stimmenanteile der Parteien in Prozent
| Jahr | Wbt. | CSU  | SPD  | Grüne | FDP | FW/ÖDP |
| ---- | ---- | ---- | ---- | ----- | --- | ------ |
| 1996 | 56,3 | 47,1 | 37,4 | 9,2   | 5,0 | –      |
| 2002 | 55,4 | 48,2 | 38,7 | 8,5   | 4,6 | –      |
| 2008 | 51,4 | 42,4 | 37,0 | 12,7  | 7,9 | –      |
| 2014 | 44,4 | 47,4 | 32,7 | 16,5  | 3,4 | –      |
| 2020 | 50,6 | 36,4 | 21,7 | 30,1  | 3,9 | 7,9    |

Sitzverteilung
| Jahr | Gesamt | CSU | SPD | Grüne | FDP | FW/ÖDP |
| ---- | ------ | --- | --- | ----- | --- | ------ |
| 2002 | 21     | 11  | 8   | 1     | 1   | –      |
| 2008 | 23     | 10  | 9   | 3     | 1   | –      |
| 2014 | 23     | 11  | 7   | 4     | 1   | –      |
| 2020 | 23     | 8   | 5   | 7     | 1   | 2      |

### Stadtbezirk 21 Pasing-Obermenzing
Stimmenanteile der Parteien in Prozent
| Jahr | Wbt. | CSU  | SPD  | Grüne | FW/ÖDP | FDP | DaGG | AfD |
| ---- | ---- | ---- | ---- | ----- | ------ | --- | ---- | --- |
| 1996 | 58,0 | 49,3 | 30,2 | 11,3  | –      | 5,1 | 3,3  | –   |
| 2002 | 56,5 | 46,1 | 34,9 | 11,7  | –      | 4,6 | 2,7  | –   |
| 2008 | 53,8 | 38,3 | 36,1 | 16,3  | –      | 9,3 | –    | –   |
| 2014 | 49,0 | 39,7 | 29,9 | 18,3  | 7,5    | 4,6 | –    | –   |
| 2020 | 54,0 | 31,2 | 20,2 | 34,4  | 7,3    | 4,5 | –    | 2,4 |

Sitzverteilung
| Jahr | Gesamt | CSU | SPD | Grüne | FW/ÖDP | FDP | AfD |
| ---- | ------ | --- | --- | ----- | ------ | --- | --- |
| 2002 | 29     | 14  | 10  | 4     | –      | 1   | –   |
| 2008 | 31     | 12  | 11  | 5     | –      | 3   | –   |
| 2014 | 31     | 12  | 9   | 6     | 2      | 2   | –   |
| 2020 | 31     | 10  | 6   | 11    | 2      | 1   | 1   |

### Stadtbezirk 22 Aubing-Lochhausen-Langwied
Stimmenanteile der Parteien in Prozent
| Jahr | Wbt. | CSU  | SPD  | Grüne | FDP | FW/ÖDP |
| ---- | ---- | ---- | ---- | ----- | --- | ------ |
| 1996 | 55,6 | 49,2 | 34,9 | 9,1   | 3,1 | 3,7    |
| 2002 | 55,5 | 49,7 | 39,5 | 9,2   | 1,6 | –      |
| 2008 | 51,4 | 38,6 | 41,6 | 12,9  | 6,9 | –      |
| 2014 | 43,6 | 48,1 | 30,9 | 17,2  | 3,7 | –      |
| 2020 | 47,2 | 37,9 | 18,9 | 28,6  | 3,5 | 11,1   |

Sitzverteilung
| Jahr | Gesamt | CSU | SPD | Grüne | FDP | FW/ÖDP |
| ---- | ------ | --- | --- | ----- | --- | ------ |
| 2002 | 21     | 11  | 8   | 2     | –   | –      |
| 2008 | 21     | 8   | 9   | 3     | 1   | –      |
| 2014 | 21     | 10  | 6   | 4     | 1   | –      |
| 2020 | 23     | 9   | 4   | 6     | 1   | 3      |

### Stadtbezirk 23 Allach-Untermenzing
Stimmenanteile der Parteien in Prozent
| Jahr | Wbt. | CSU  | SPD  | Grüne | FDP | FW/ÖDP | AfD |
| ---- | ---- | ---- | ---- | ----- | --- | ------ | --- |
| 1996 | 60,1 | 54,6 | 31,9 | 8,8   | 4,7 | –      | –   |
| 2002 | 58,2 | 51,3 | 34,8 | 9,6   | 4,3 | –      | –   |
| 2008 | 56,5 | 47,1 | 32,9 | 13,1  | 6,9 | –      | –   |
| 2014 | 50,6 | 53,6 | 26,4 | 15,9  | 4,1 | –      | –   |
| 2020 | 51,4 | 38,1 | 18,1 | 28,3  | 3,7 | 7,5    | 4,3 |

Sitzverteilung
| Jahr | Gesamt | CSU | SPD | Grüne | FDP | FW/ÖDP | AfD |
| ---- | ------ | --- | --- | ----- | --- | ------ | --- |
| 2002 | 17     | 10  | 6   | 1     | –   | –      | –   |
| 2008 | 17     | 8   | 6   | 2     | 1   | –      | –   |
| 2014 | 17     | 9   | 4   | 3     | 1   | –      | –   |
| 2020 | 17     | 6   | 3   | 5     | 1   | 1      | 1   |

### Stadtbezirk 24 Feldmoching-Hasenbergl
Stimmenanteile der Parteien in Prozent
| Jahr | Wbt. | CSU  | SPD  | Grüne | FDP | ML   | FW/ÖDP | AfD |
| ---- | ---- | ---- | ---- | ----- | --- | ---- | ------ | --- |
| 1996 | 51,1 | 48,9 | 41,3 | 6,6   | 1,4 | –    | –      | –   |
| 2002 | 49,5 | 49,5 | 43,7 | 5,4   | 1,4 | –    | –      | –   |
| 2008 | 45,2 | 38,8 | 45,6 | 8,3   | 7,3 | –    | –      | –   |
| 2014 | 36,2 | 45,5 | 38,0 | 13,0  | 3,5 | –    | –      | –   |
| 2020 | 42,0 | 32,4 | 21,1 | 21,4  | 2,7 | 10,1 | 6,2    | 6,0 |

Sitzverteilung
| Jahr | Gesamt | CSU | SPD | Grüne | FDP | ML | FW/ÖDP | AfD |
| ---- | ------ | --- | --- | ----- | --- | -- | ------ | --- |
| 2002 | 25     | 13  | 11  | 1     | –   | –  | –      | –   |
| 2008 | 27     | 10  | 13  | 2     | 2   | –  | –      | –   |
| 2014 | 27     | 12  | 10  | 4     | 1   | –  | –      | –   |
| 2020 | 27     | 8   | 5   | 6     | 1   | 3  | 2      | 2   |

### Stadtbezirk 25 Laim
Stimmenanteile der Parteien in Prozent
| Jahr | Wbt. | SPD  | CSU  | Grüne | FDP | AfD | REP |
| ---- | ---- | ---- | ---- | ----- | --- | --- | --- |
| 1996 | 51,8 | 39,8 | 42,2 | 12,3  | 3,7 | –   | 2,0 |
| 2002 | 50,9 | 45,2 | 39,7 | 10,9  | 4,2 | –   | –   |
| 2008 | 47,5 | 44,4 | 32,3 | 15,7  | 7,6 | –   | –   |
| 2014 | 42,0 | 37,6 | 37,2 | 21,7  | 3,5 | –   | –   |
| 2020 | 48,4 | 26,2 | 25,1 | 39,6  | 4,6 | 4,6 | –   |

Sitzverteilung
| Jahr | Gesamt | SPD | CSU | Grüne | FDP | AfD |
| ---- | ------ | --- | --- | ----- | --- | --- |
| 2002 | 25     | 12  | 10  | 2     | 1   | –   |
| 2008 | 25     | 11  | 8   | 4     | 2   | –   |
| 2014 | 25     | 9   | 9   | 6     | 1   | –   |
| 2020 | 25     | 7   | 6   | 10    | 1   | 1   |

### Gesamtergebnisse
Sitzverteilung
| Jahr | Gesamt | CSU | SPD | Grüne | FDP | FW | AfD | Linke | DaGG | RoLi | ML |
| ---- | ------ | --- | --- | ----- | --- | -- | --- | ----- | ---- | ---- | -- |
| 2002 | 649    | 261 | 286 | 77    | 19  | –  | –   | –     | 3    | 3    | –  |
| 2008 | 667    | 218 | 275 | 116   | 51  | –  | –   | –     | 4    | 3    | –  |
| 2014 | 675    | 241 | 229 | 147   | 33  | 16 | –   | –     | 6    | 3    | –  |
| 2020 | 683    | 181 | 149 | 244   | 31  | 38 | 16  | 15    | 4    | 2    | 3  |

Prozentuale Sitzverteilung
Die Angaben erfolgen in Prozent. Es werden nur diejenigen Parteien und Wählergruppen aufgelistet, die bei wenigstens einer Wahl mindestens zwei Prozent der Sitze erhalten haben.
| Jahr | CSU  | SPD  | Grüne | FDP | FW  | AfD | Linke |
| ---- | ---- | ---- | ----- | --- | --- | --- | ----- |
| 2002 | 40,2 | 44,1 | 11,9  | 2,9 | –   | –   | –     |
| 2008 | 32,7 | 41,2 | 17,4  | 7,6 | –   | –   | –     |
| 2014 | 35,7 | 33,9 | 21,8  | 4,9 | 2,4 | –   | –     |
| 2020 | 26,5 | 21,8 | 35,7  | 4,5 | 5,6 | 2,3 | 2,2   |